# Abdallah Ier
Pour les articles homonymes, voir Abdallah.
Abdallah bin al-Hussein (en arabe : عبد الله بن الحسين), né en février 1882 à La Mecque et mort assassiné le 20 juillet 1951 à Jérusalem, est émir de Transjordanie de 1921 à 1946, puis roi de Transjordanie de 1946 à 1949 sous le nom d'Abdallah Ier (en arabe : عبد الله الأول), et enfin roi de Jordanie de 1949 jusqu'à sa mort. 
Il est le fils de Hussein ben Ali, chérif de La Mecque et roi du Hedjaz, qui est l'un des promoteurs de la révolte arabe de 1916 contre l'Empire ottoman. Son fils Talal lui succède.

## Biographie
Abdallah bin al-Hussein est né en 1882. Entre 1912 et 1913, il est député du Hedjaz au Parlement ottoman.
En 1922, les Britanniques reçoivent par la SDN (Société des Nations, ancêtre de l'ONU) le mandat sur la Palestine. Dès que les Britanniques arrivent dans la Palestine alors mandataire, ils offrent 77 % du territoire de la Palestine mandataire aux Arabes hachémites d'Arabie Saoudite pour les remercier de leur aide lors de la Première Guerre mondiale. Ces 77 % deviennent d'abord l'émirat hachémite de Transjordanie, puis le royaume hachémite de Jordanie. Ce nom est lié au Jourdain, fleuve qui longe le territoire.
En 1922, Abdallah Ier devient émir de Transjordanie, sous mandat britannique.
En 1946, il est proclamé roi de Jordanie, État correspondant à l'ancienne Transjordanie lors de l'accession de ce territoire à l'indépendance. Sa politique a pour but la formation d'un grand État arabe englobant la Jordanie, la Syrie, l'Irak et une partie de la Palestine,.
Le 1er décembre 1948, il se fait proclamer roi de Jordanie lors d'une cérémonie organisée à Jéricho, dans la vallée du Jourdain.
En 1948, après la décision du 29 novembre 1047 votée par l'assemblée générale des Nations Unies de créer sur le territoire palestinien un État Juif qui est en mai 1948, Israël et un État arabe qui devait être l'État arabe de Palestine, il participe à la guerre lancée par les pays arabes de la région contre l'État d'Israël pour soutenir le futur État arabe de Palestinien qui ne sera d'ailleurs jamais créé.
Après la guerre, un traité est conclu le 3 avril 1949 entre Israël et la Jordanie. Israël récupère la Nazarie et d'autres territoires attribués par les Nations Unies à la Palestine ; la Jordanie conquiert la Cisjordanie et l’Égypte la bande de Gaza. La Jordanie et Israël se partagent Jérusalem, les premiers occupant l'est et son centre historique, les seconds l'ouest.  
Ce statu quo se prolonge jusqu'au 7 juin 1967, date de conquête par les forces armées israéliennes de Jérusalem-Est, au cours de la guerre des Six Jours, impliquant les mêmes forces armées qu'en 1948. À l'issue de cette guerre, Israël occupe la Cisjordanie, Jérusalem-Est, la bande de Gaza, le Sinaï  et le plateau du Golan en Syrie . 
Après l'annexion de la Cisjordanie, les Palestiniens représentent les trois quarts des habitants du royaume de Jordanie. Le pouvoir d'Abdallah Ier est donc fragilisé par les indépendantistes palestiniens qui aimeraient avoir leur propre État et qui le jugent trop complaisant à l'égard d’Israël. Le 20 juillet 1951 à Jérusalem, il est assassiné par Mustapĥa Ashu, âgé de 21 ans, de deux balles dans la poitrine et une dans la tête, et ce, sur ordre probable de Hadj Amin al-Husseini, le grand mufti de Jérusalem via le colonel Abdulah El Tell,.
Il est devenu franc-maçon en étant initié à Amman par le grand maître de la Grande Loge du Liban et des pays arabes et grand maître honoraire du Grand Orient d'Italie, Homein Kattini (33e du Rite écossais ancien et accepté).

## Mariage et descendance
Abdallah Ier s'est marié trois fois.
En 1904, il se marie à sa première femme, Musbah bint Nasser, avec qui il a trois enfants : 
- Haya (1907-1990), mariée à Abdul-Karim Ja'afar Zeid Dhaoui
- Talal (1909-1972), futur roi de Jordanie
- Munira (1915-1987)

En 1913, il se marie à sa seconde femme, Suzdil Khanum, avec qui il a deux enfants :
- Nayef (1914-1983), marié à Mihrimah Selcuk Sultan
- Makbula (1921-2001), mariée à Hussein ibn Nasser

En 1949, il se marie à sa dernière femme Nahda bint Uman, avec qui il a une fille :
- Naifeh (né en 1950)

## Décorations

### Décorations jordaniennes
Grand maître des ordres nationaux de Jordanie entre 1921 et 1951.
- Collier de l'ordre de Ali ibn Hussein.
- Grand-cordon avec collier de l'ordre suprême de la Renaissance.
- Grand-cordon avec collier de l'ordre de l'Étoile de Jordanie.
- Grand-cordon avec collier de l'ordre jordanien de l'Indépendance

### Décorations étrangères
- Grand-cordon de l'ordre de Mohamed Ali (Égypte)
- Grand-croix de l'ordre du Mérite militaire (Espagne)
- Collier de l'ordre des Hachémites (it) (Royaume d'Irak)
- Collier de l'ordre des deux Rivières (Royaume d'Irak)
- Grand-cordon de l'ordre du roi Faysal (it) (Royaume d'Irak)
- Collier de l'ordre des Pahlavi (État impérial d'Iran)
- Grand-croix de l'ordre de la Couronne d'Italie (Royaume d'Italie)
- Chevalier grand-croix de l'ordre de l'Empire britannique (Royaume-Uni)
- Chevalier grand-croix de l'ordre de Saint-Michel et Saint-Georges (Royaume-Uni)
- Grand-cordon dans l'ordre des Omeyyades (Syrie)